# Stari Slatnik
Stari Slatnik är en ort i Kroatien.   Den ligger i länet Brod-Posavina, i den östra delen av landet, 160 km öster om huvudstaden Zagreb. Stari Slatnik ligger 117 meter över havet och antalet invånare är 1 269.
Terrängen runt Stari Slatnik är platt söderut, men norrut är den kuperad. Terrängen runt Stari Slatnik sluttar söderut. Runt Stari Slatnik är det ganska glesbefolkat, med 38 invånare per kvadratkilometer. Närmaste större samhälle är Slavonski Brod, 13,3 km öster om Stari Slatnik. I omgivningarna runt Stari Slatnik växer i huvudsak lövfällande lövskog.